# Maya Naser
Maya Naser (30 de julio de 1979 - 26 de septiembre de 2012) fue un periodista sirio que trabajó para Press TV. Naser cubrió la Guerra Civil Siria, la mayor parte del tiempo desde Alepo. También ha reportado desde Estados Unidos, Líbano, Jordania, Egipto y Baréin.
El 26 de septiembre de 2012, mientras se encontraba informando sobre las explosiones que habían ocurrido en Damasco fue asesinado por un francotirador.